# Chordeumium obesum
Chordeumium obesum is een eenoogkreeftjessoort uit de familie van de Chordeumiidae. De wetenschappelijke naam van de soort is voor het eerst geldig gepubliceerd in 1914 door Jungersen.